# Big Carnelian Lake
Der Big Carnelian Lake ist ein See in Washington County, Minnesota. Er befindet sich etwa 12 km nördlich von Stillwater. Er ist etwa 189 Hektar (457,03 acres) groß und bis zu 20 m (66 feet) tief.